# Bolemányi János
Bolemányi János (Kiskőrös, 1944. szeptember 15. – 2010. augusztus 22.) labdarúgó, kapus.

## Pályafutása
Kiskőrösön kezdte a labdarúgást. Majd szerepelt a Pénzügyőr és a Bp. Spartacus csapataiban. Az 1968-as idényben a Vasas szerződtette. 1968. június 1-jén mutatkozott be az élvonalban a Pécsi Dózsa ellen, ahol csapata 4–0-s győzelmet aratott. A Vasas színeiben 11 alkalommal szerepelt bajnoki mérkőzésen és ezzel tagja volt az 1968-as bronzérmes csapatnak. 1969 és 1981 között a Zalaegerszegi TE labdarúgója volt. Meghatározó szerepe volt a ZTE 1972-es élvonalba való kerülésének. 1972 és 1981 között 187 élvonalbeli mérkőzésen védte a Zalaegerszeg kapuját. 1981. május 27-én szerepelt utoljára az NB I-ben a Videoton ellen, ahol csapata 3–2-es vereséget szenvedett. A Keszthelyi Haladás csapatában fejezte az aktív labdarúgást.

## Sikerei, díjai
- Magyar bajnokság
  - 3.: 1968